# Sønderhald Herred
Sønderhald Herred er det største herred beliggende midt i det tidligere Randers Amt.
Sønderhald Herred grænser mod nord til Randers Fjord med Grund Fjord og Rougsø Herred, fra hvilket det til dels skilles ved Hejbæk og Hevring Å, samt Kattegat; mod øst grænser det til Djurs Nørre Herred, mod syd til Djurs Sønder Herred og Øster Lisbjerg Herred; Mod vest ligger Galten Herred.
Alling Å og dens tilløb Skader Å og Rosenholm Å løber gennem området. 
Højeste punkter er det 89 meter høje Tothøj syd for Øster Alling, og det 79 meter høje Helligbjerg lidt vest for Gammel Estrup
Herredet hed i Kong Valdemars Jordebog Hallahæreth hørte i middelalderen en del af Aabosyssel, senere var det i Kalø Len, og fra 1660 Kalø Amt.
Der har været omkring 675 forhistoriske monumenter i herredet, deraf 3 jættestuer, 25
langdysser, 10 runddysser, 10 dyssekamre og en stor mænge gravhøje, men langt den største del er sløjfet eller ødelagt. 
Sogne i Sønderhald herred med nuværende kommune (i parentes kommune før 2007):
- Auning Sogn – Norddjurs Kommune (Sønderhald Kommune)
- Essenbæk Sogn – Randers Kommune (Sønderhald Kommune)
- Fausing Sogn – Norddjurs Kommune (Sønderhald Kommune)
- Gjesing Sogn – Norddjurs Kommune (Rougsø Kommune)
- Hvilsager Sogn – Syddjurs Kommune (Rosenholm Kommune)
- Hørning Sogn – Randers Kommune (Sønderhald Kommune)
- Koed Sogn – Syddjurs Kommune (Midtdjurs Kommune)
- Kristrup Sogn – Randers Kommune (Randers Kommune)
- Krogsbæk Sogn – Syddjurs Kommune (Rosenholm Kommune)
- Lime Sogn- Syddjurs Kommune (Rosenholm Kommune)
- Marie Magdalene Sogn – Syddjurs Kommune (Midtdjurs Kommune)
- Mygind Sogn- Syddjurs Kommune (Rosenholm Kommune)
- Nørager Sogn – Norddjurs Kommune (Rougsø Kommune)
- Skader Sogn- Syddjurs Kommune (Rosenholm Kommune)
- Skørring Sogn – Syddjurs Kommune (Rosenholm Kommune)
- Søby Sogn – Syddjurs Kommune (Rosenholm Kommune)
- Vejlby Sogn – Norddjurs Kommune (Rougsø Kommune)
- Vester Alling Sogn – Norddjurs Kommune (Sønderhald Kommune)
- Virring Sogn – Randers Kommune (Sønderhald Kommune)
- Vivild Sogn – Norddjurs Kommune (Rougsø Kommune)
- Årslev Sogn – Randers Kommune (Sønderhald Kommune)
- Øster Alling Sogn – Norddjurs Kommune (Sønderhald Kommune)

## Eksterne kilder og henvisninger
- Sønderhald Herred i J.P. Trap: Kongeriget Danmark, udarbejdet af H. Weitemeyer (3. udgave, 4. bind 1901)

56°26′50.32″N 10°14′6.49″Ø / 56.4473111°N 10.2351361°Ø